# Die Fürstin der Riviera
Die Fürstin der Riviera ist ein deutscher Stummfilm aus dem Jahre 1926 von Géza von Bolváry mit Ellen Kürti in der Titelrolle. 

## Handlung
Ein irgendwo auf dem Balkan gelegenes Fürstentum namens „Algerien“. Dort ist der Monarch soeben verstorben, und der Finanzminister brennt mit dem gesamten Staatsvermögen durch. Unterwegs nach Monaco, wo der Langfinger einen finanziell gut gepolsterten Lebensabend verbringen möchte, gerät er an eine ebenso junge wie gerissene Kollegin, die ihm sogleich das gesamte Geld abluchst. Es handelt sich um die Gaunerin Ninette, die sich in aller Unbescheidenheit selbst als die „Fürstin der Riviera“ bezeichnet und Monte Carlo ihr schmuckes Domizil nennt. Derweil ist Thronfolger Danilo mitsamt des Polizeichefs jenes ausgeplünderten Balkanlandes dem diebischen Finanzminister auf der Fährte. Die beiden können ihn sogar dingfest machen, nur hat er bekanntermaßen die Beute bereits an Ninette verloren.
Danilo und Ninette lernen sich auf internationalem Parkett an der Riviera kennen und verlieben sich rasch ineinander. Sie weiß nichts von seiner royalen Herkunft, da Danilo inkognito angereist ist und sich mit einem vergleichsweise bescheidenen Grafentitel schmückt. Schließlich erfährt Ninette, dass ihr Danilo womöglich gleich sein ganzes (nunmehr bankrottes) Fürstentum verlieren dürfte, sollte er nicht mit dem entwendeten Staatsschatz heimkehren. Ninette möchte ihrem Liebsten dies ersparen und beschließt daher, ihre Diebesbeute an ihn zurückzugeben. In starker Verkleidung als algerischer Kriegsminister reist sie in Danilos Heimat zurück, vereitelt ganz en passant eine Verschwörung eines machtbesessenen Danilo-Verwandten und rettet Danilo seine Krone. Da es eine gemeinsame Zukunft mit ihm nicht geben kann, entschließt sich Ninette dazu, in ihre Heimat zurückzukehren.

## Produktionsnotizen
Die Fürstin der Riviera wurde im März/April 1926 in Münchner Filmstudios gedreht, passierte die Filmzensur am 12. Mai desselben Jahres und erlebte seine Premiere am 8. Juli 1926 in Berlins Schauburg. Der Sechsakter besaß eine Länge von 1821 bzw. 2257 Meter.
Peter Rochelsberg und Otto Voelckers schufen die Filmbauten.

## Kritiken
Der Kinematograph urteilte: „Es ist da manches, was sich in der Idee sicher ganz nett ausnahm, aber die Anlage und Ausführung ist etwas schwach geraten. Sowohl Autoren als auch Regie konnten sich nicht dazu entschließen, frisch und beherzt das Parodistische durchzuführen. So pendelt die ‚Handlung‘ zwischen Ernst und Karikatur.“. 
In Der Filmbote war zu lesen: „Wie nicht anders zu erwarten, hat dieses elegante feine so trefflich ironisierende Lustspiel eingeschlagen; es ist höchlichst amüsant und besticht durch seine Ausstattung wie besonders durchlas Spiel … Bolvarys Regie und Gottschalks Photographie haben sich wie immer bestens bewährt.“. 